# Thomas Ebeling (Politiker)

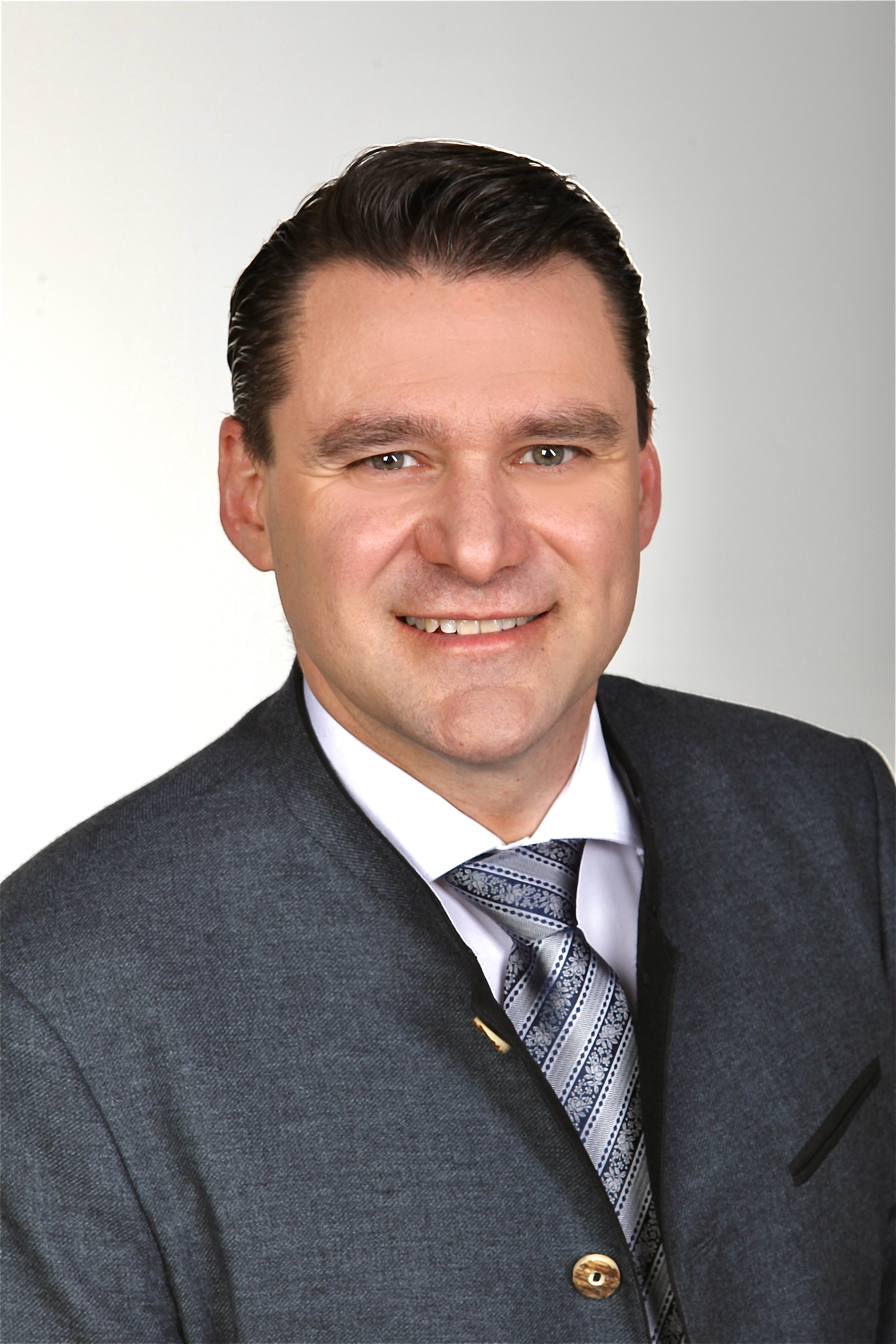
Thomas Ebeling (2023)

Thomas Ebeling (* 20. Oktober 1975 in Regensburg) ist ein deutscher Kommunalpolitiker (CSU) und Jurist. Er ist seit dem 1. Mai 2014 Landrat des Landkreises Schwandorf.

## Leben
Ebeling begann nach seinem Abitur 1995 ein Jurastudium an der Universität Regensburg, welches er 2000 mit dem Ersten Juristischen Staatsexamen abschloss. Er arbeitete nach dem zweiten Staatsexamen 2002 ein Jahr als Rechtsanwalt und wechselte 2004 als Richter für Zivil-, Betreuungs- und Ordnungswidrigkeitsverfahren nach Viechtach. Von Juli 2006 bis Januar 2009 war er Leiter des Referats für Verfassung, Recht, Parlamentsfragen und Verbraucherschutz sowie Öffentlicher Dienst der CSU-Fraktion im Bayerischen Landtag. 2009 kehrte der Jurist zurück in den Staatsdienst und arbeitete bei der Staatsanwaltschaft Regensburg. Von Februar 2010 bis März 2011 war er Parlamentarischer Berater der CSU-Fraktion im Bayerischen Landtag für den Untersuchungsausschuss BayernLB/HGAA. Seit April 2011 war er Richter am Amtsgericht Schwandorf.
Thomas Ebeling ist Hundesportler, er betreibt Agility. Er führte Hunde bei internationalen Meisterschaften und ist als Leistungsrichter tätig.  Er ist zweiter Vizepräsident des Deutschen Verbandes der Gebrauchshundsportvereine (DVG) sowie dessen bayerischer Landesvorsitzender. Außerdem ist er Vorsitzender der 1. Kammer des Verbandsgerichts des VDH.
Ebeling ist römisch-katholisch, verheiratet und lebt in Maxhütte-Haidhof. 

### Politiker
Ebeling ist seit 1994 Mitglied der Jungen Union und der CSU. Von 2002 bis 2008 war er Mitglied des Gemeinderates von Obertraubling. Außerdem ist er stellvertretender Vorsitzender des CSU-Kreisverbandes Schwandorf. Er war Mitglied der Grundsatzkommission der CSU sowie kooptiertes Mitglied des Landesvorstands des Arbeitskreises Juristen der CSU.
Bei den Kommunalwahlen in Bayern 2014 wurde er in der Stichwahl mit 51 % der Stimmen für die CSU zum Landrat des Landkreises Schwandorf gewählt. Er ist der erste CSU-Landrat in der Geschichte des Landkreises. Bei der Kommunalwahl am 15. März 2020 wurde Ebeling mit 69,4 % der Stimmen wiedergewählt. 